# Mirza Nurul Huda
Mirza Nurul Huda (1er août 1919 - 22 décembre 1991) était un économiste et un universitaire qui a été le troisième vice-président du Bangladesh. Il a été gouverneur du Pakistan oriental et ministre des finances du Bangladesh.

## Jeunesse
Huda est né le 1er août 1919 dans le village de Jangalia, à Tangail, en Inde britannique (aujourd'hui Delduar, au Bangladesh). Il a étudié à l'école secondaire Bindubashini de Tangail. Il a obtenu sa licence et sa maîtrise à l'université de Dacca, respectivement en 1940 et 1941. En 1949, il obtient son doctorat en économie agricole à l'université Cornell. La même année, il rejoint la faculté d'économie de l'université de Dacca. Fin 1952, Radio Pakistan Dacca, a organisé des débats avec Huda comme modérateur. En 1955, il se rend à Londres pour un an en tant que Nuffield Fellow,.

## Carrière

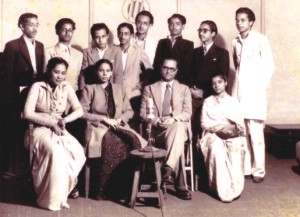
Huda à Radio Pakistan, Dacca (1952).

De 1962 à 1965, il est membre de la commission de planification du Pakistan. Il a protesté contre la discrimination économique du Pakistan oriental. Il occupe le poste de ministre de la planification et des finances du Pakistan oriental de 1965 à 1969. Le 23 mars 1969, il remplace Abdul Monem Khan (en) en tant que gouverneur du Pakistan oriental, mais il doit démissionner de son poste le lendemain de la déclaration de la loi martiale au Pakistan par Yahya Khan. Il reprend sa carrière d'enseignant et, en 1969, il est nommé président du département d'économie de l'université de Dacca,.
Huda a été nommé membre du conseil des conseillers du gouvernement du Bangladesh le 26 novembre 1975 et a été chargé des ministères de l'agriculture, du commerce, des finances, des industries et de la planification. En 1979, le président Ziaur Rahman l'a nommé ministre des finances du Bangladesh. Il a été nommé vice-président par le juge Abdus Sattar le 24 novembre 1981 et est resté en fonction jusqu'au 23 mars 1982,.

## Publications
Huda avait une vingtaine de publications de recherche à son actif. Il a édité le livre intitulé The Test of Time : My Life and Days écrit par Maulvi Tamizuddin Khan.

## Vie privée et mort
Huda était mariée à Kulsum Huda, une fille du président de l'Assemblée nationale du Pakistan, Maulvi Tamizuddin Khan. Kulsum était l'une des fondatrices et vice-chancelières de l'université centrale des femmes (en). Leur fille Simeen Mahmud (décédée en 2018) était démographe à l'Institut d'études sur le développement du Bangladesh. Simeen était mariée à l'économiste Wahiduddin Mahmud. Leur fils aîné Mirza Najmul Huda est économiste. Leur autre fille est Zareen Huda Ahmed.
Huda est décédée le 22 décembre 1991 à Dacca, au Bangladesh.